# 액세스 할리우드
액세스 할리우드(Access Hollywood)는 미국의 TV 일간 프로그램으로 한 주간의 유명인 소식을 다루는 프로그램이다. 과거 연예 프로그램의 초창기 프로그램 중 하나인 Entertainment Tonight의 최고제작자였던 짐 반 메셀이 시작했으며 현재는 로버트 실버스타인이 담당하고 있다. 액세스 할리우드는 기본적으로 음악, 텔레비전, 영화 관련 인물을 주로 다룬다.
1996년 9월 방송에 시작해 미국 내 전파를 타기 시작했으며 2003년에는 영국, 2006년에는 아일랜드에서 자국판 프로그램 방송이 시작됐다. 캐나다에서는 CTV에서 2008년 1월부터 이 프로그램을 시작했다.

## 배급
NBC 방송국에서 제작하는 액세스 할리우드는 그 배급 과정에 있어서는 여러 번 변화를 겪었다. 처음에는 New World Communications가 담당하던 것을 후에는 20th Television, 워너브라더스 텔레비전 계열사가 차례로 배급권을 차지했다. 하지만 결국에는 NBC 네트워크 계열그룹이 배급권을 찾아 지금까지 단독 제작/배급권을 갖고 있다.

## Access Across America
2005년 1달간의 스튜디오 정비에 나섰다. 다른 연예전문 쇼프로그램과 달리 현대적인 감성을 표현하기 위해서 파스텔 톤의 스튜디오를 정비하는 한편 가장 주요한 경쟁 상대인 Entertainment Tonight와 본격적으로 대결하려 시도하고 있다. NBC 스튜디오 1에서 촬영하고 있다.